# Objektüberwachung
Die Objektüberwachung – Bauüberwachung und Dokumentation ist nach der Honorarordnung für Architekten und Ingenieure in den Leistungsbildern der Objekt- und Fachplanung die 8. von 9 Leistungsphasen. Eine Ausnahme bilden die Leistungsbilder Ingenieurbauwerke und Verkehrsanlagen. Diese betiteln die Leistungsphase 8 als Bauoberleitung und nennen die örtliche Bauüberwachung als besondere Leistung.

## Begriff
Im Blatt 1 der VDI 4700 wird die Objektüberwachung als achte Leistungsphase des Leistungsbildes Gebäude und Innenräume der HOAI definiert. Als Anmerkung heißt es hier, Zitat: „In dieser Phase erfolgt das Überwachen der Ausführung des Objekts auf Übereinstimmung mit der Baugenehmigung oder Zustimmung, den Ausführungsplänen und den Leistungsbeschreibungen sowie mit den allgemein anerkannten Regeln der Technik und den einschlägigen Vorschriften. Die Bauleitung leitet eine Baustelle oder Teile einer Baustelle. Sie ist für die ordnungsgemäße Ausführung der Bauarbeiten verantwortlich. [in Anlehnung an HOAI]“ Als Ziel dieser Richtlinie wird die zweifelsfreie Verwendung der anzuwendenden Begriffe in den Regelwerken der Bau- und Gebäudetechnik genannt.
Umgangssprachlich wird Objektüberwachung auch manchmal mit Bauleitung gleichgesetzt. Dies ist in Hinblick auf die durch die HOAI als Leistungsumfang aller Planer beschriebenen Prozesse in der Leistungsphase 8 in Abgleich zu der Definition von Bauleitung falsch. Die Aufgaben und die Qualifikation des Bauleiters sind in den 16 Landesbauordnungen definiert. In dem § 56 der MBO, welche von vielen Ländern für diesen Teil wörtlich übernommen wurde, heißt es, Zitat:
1. „Der Bauleiter hat darüber zu wachen, dass die Baumaßnahme entsprechend den öffentlich-rechtlichen Anforderungen durchgeführt wird und die dafür erforderlichen Weisungen zu erteilen. Er hat im Rahmen dieser Aufgabe auf den sicheren bautechnischen Betrieb der Baustelle, insbesondere auf das gefahrlose Ineinandergreifen der Arbeiten der Unternehmer zu achten. Die Verantwortlichkeit der Unternehmer bleibt unberührt.
2. Der Bauleiter muss über die für seine Aufgabe erforderliche Sachkunde und Erfahrung verfügen. Verfügt er auf einzelnen Teilgebieten nicht über die erforderliche Sachkunde, so sind geeignete Fachbauleiter heranzuziehen. Diese treten insoweit an die Stelle des Bauleiters. Der Bauleiter hat die Tätigkeit der Fachbauleiter und seine Tätigkeit aufeinander abzustimmen.“[3]

Somit überschneiden sich die Tätigkeiten eines Bauleiters mit dem Leistungsumfang des Planers, der für die Objektüberwachung nach HOAI beauftragt ist. Aber die HOAI nennt keine für die Objektüberwachung notwendigen Qualifikationen und umfasst zudem noch deutlich mehr Tätigkeiten als die Koordinierungsfunktion in Form einer Leitung der Baustelle. Auch kann die Objektüberwachung im Sinne der Leistungsphase 8 der HOAI ein Auftragnehmer, der neben der Planung auch die Bauausführung im Auftrag hat, wie zum Beispiel ein Generalübernehmer, nicht vornehmen. Die Bauleitung mit einer Verpflichtung gegenüber der Bauordnungsbehörde kann jedoch sowohl vom Planer als auch von dem ausführenden Unternehmen erbracht werden.

## Leistungen der Objektüberwachung
Im Leistungsbild Gebäude und Innenräume (§ 34) sind für die Objektüberwachung 32 Prozent der Honorare nach HOAI bewertet. In Anlage 10 sind die Grundleistungen beschrieben:
- a) Überwachen der Ausführung des Objektes auf Übereinstimmung mit der öffentlich-rechtlichen Genehmigung oder Zustimmung, den Verträgen mit ausführenden Unternehmen, den Ausführungsunterlagen, den einschlägigen Vorschriften sowie mit den allgemein anerkannten Regeln der Technik
- b) Überwachen der Ausführung von Tragwerken mit sehr geringen und geringen Planungsanforderungen auf Übereinstimmung mit dem Standsicherheitsnachweis
- c) Koordinieren der an der Objektüberwachung fachlich Beteiligten
- d) Aufstellen, Fortschreiben und Überwachen eines Terminplans (Balkendiagramm)
- e) Dokumentation des Bauablaufs (zum Beispiel Bautagebuch)
- f) Gemeinsames Aufmaß mit den ausführenden Unternehmen
- g) Rechnungsprüfung einschließlich Prüfen der Aufmaße der bauausführenden Unternehmen
- h) Vergleich der Ergebnisse der Rechnungsprüfungen mit den Auftragssummen einschließlich Nachträgen
- i) Kostenkontrolle durch Überprüfen der Leistungsabrechnung der bauausführenden Unternehmen im Vergleich zu den Vertragspreisen
- j) Kostenfeststellung, zum Beispiel nach DIN 276
- k) Organisation der Abnahme der Bauleistungen unter Mitwirkung anderer an der Planung und Objektüberwachung fachlich Beteiligter, Feststellung von Mängeln, Abnahmeempfehlung für den Auftraggeber
- l) Antrag auf öffentlich-rechtliche Abnahmen und Teilnahme daran
- m) Systematische Zusammenstellung der Dokumentation, zeichnerischen Darstellungen und rechnerischen Ergebnisse des Objekts
- n) Übergabe des Objekts
- o) Auflisten der Verjährungsfristen für Mängelansprüche
- p) Überwachen der Beseitigung der bei der Abnahme festgestellten Mängel

Im Leistungsbild Freianlagen (§ 39) sind für die Objektüberwachung 30 Prozent der Honorare nach HOAI bewertet. In Anlage 11 sind die Grundleistungen beschriebenen:
- a) Überwachen der Ausführung des Objekts auf Übereinstimmung mit der Genehmigung oder Zustimmung, den Verträgen mit ausführenden Unternehmen, den Ausführungsunterlagen, den einschlägigen Vorschriften sowie mit den allgemein anerkannten Regeln der Technik
- b) Überprüfen von Pflanzen- und Materiallieferungen
- c) Abstimmen mit den oder Koordinieren der an der Objektüberwachung fachlich Beteiligten
- d) Fortschreiben und Überwachen des Terminplans unter Berücksichtigung jahreszeitlicher, bauablaufbedingter und witterungsbedingter Erfordernisse
- e) Dokumentation des Bauablaufes (zum Beispiel Bautagebuch), Feststellen des Anwuchsergebnisses
- f) Mitwirken beim Aufmaß mit den bauausführenden Unternehmen
- g) Rechnungsprüfung einschließlich Prüfen der Aufmaße der ausführenden Unternehmen
- h) Vergleich der Ergebnisse der Rechnungsprüfungen mit den Auftragssummen einschließlich Nachträgen
- i) Organisation der Abnahme der Bauleistungen unter Mitwirkung anderer an der Planung und Objektüberwachung fachlich Beteiligter, Feststellung von Mängeln, Abnahmeempfehlung für den Auftraggeber
- j) Antrag auf öffentlich-rechtliche Abnahmen und Teilnahme daran
- k) Übergabe des Objekts
- l) Überwachen der Beseitigung der bei der Abnahme festgestellten Mängel
- m) Auflisten der Verjährungsfristen für Mängelansprüche
- n) Überwachen der Fertigstellungspflege bei vegetationstechnischen Maßnahmen
- o) Kostenkontrolle durch Überprüfen der Leistungsabrechnung der bauausführenden Unternehmen im Vergleich zu den Vertragspreisen
- p) Kostenfeststellung, zum Beispiel nach DIN 276
- q) Systematische Zusammenstellung der Dokumentation, zeichnerischen Darstellungen und rechnerischen Ergebnisse des Objekts

In den Leistungsbildern 'Ingenieurbauwerke (§ 43) und Verkehrsanlagen (§ 47) sind für die Bauoberleitung je 15 Prozent der Honorare nach HOAI bewertet. In den Anlagen 12 und 13 sind die Grundleistungen und die besonderen Leistungen beschriebenen. Hierbei wird die Örtliche Bauüberwachung als besondere Leistung genannt. Ansonsten unterscheiden sich die in der Kategorie Besondere Leistungen genannten Leistungen, also Leistungen, welche gesondert vergütet werden müssen, bei allen Leistungsbildern der Objektplanung. Im Leistungsbild Freianlagen sind zum Beispiel nachfolgende Leistungen aufgeführt:
- Dokumentation des Bauablaufs nach besonderen Anforderungen des Auftraggebers
- fachliches Mitwirken bei Gerichtsverfahren
- Bauoberleitung, künstlerische Oberleitung
- Erstellen einer Freianlagenbestandsdokumentation

## Leistungen der Fachplanung
Unter Fachplanung sind die Leistungsbilder Tragwerksplanung (§ 51) und Technische Ausrüstung (§ 55) der HOAI (Fassung 2013) zusammengefasst. Das Leistungsbild der Tragwerksplanung umfasst lediglich die Leistungsphasen 1 bis 6, folgerichtig sind in der Anlage 14 in der Leistungsphase 8 keine Grundleistungen genannt. Es werden allerdings Beispiele für Besondere Leistung genannt.
Im Leistungsbild Technische Ausrüstung sind für die Objektüberwachung 35 Prozent der Honorare des § 56 der HOAI 2013 bewertet. In den Anlagen 15 sind die Grundleistungen beschriebenen:
- a) Überwachen der Ausführung des Objekts auf Übereinstimmung mit der öffentlich-rechtlichen Genehmigung oder Zustimmung, den Verträgen mit den ausführenden Unternehmen, den Ausführungsunterlagen, den Montage- und Werkstattplänen, den einschlägigen Vorschriften und den allgemein anerkannten Regeln der Technik
- b) Mitwirken bei der Koordination der am Projekt Beteiligten
- c) Aufstellen, Fortschreiben und Überwachen des Terminplans (Balkendiagramm)
- d) Dokumentation des Bauablaufs (Bautagebuch)
- e) Prüfen und Bewerten der Notwendigkeit geänderter oder zusätzlicher Leistungen der Unternehmer und der Angemessenheit der Preise
- f) Gemeinsames Aufmaß mit den ausführenden Unternehmen
- g) Rechnungsprüfung in rechnerischer und fachlicher Hinsicht mit Prüfen und Bescheinigen des Leistungsstandes anhand nachvollziehbarer Leistungsnachweise
- h) Kostenkontrolle durch Überprüfen der Leistungsabrechnungen der ausführenden Unternehmen im Vergleich zu den Vertragspreisen und dem Kostenanschlag
- i) Kostenfeststellung
- j) Mitwirken bei Leistungs- und Funktionsprüfungen
- k) fachtechnische Abnahme der Leistungen auf Grundlage der vorgelegten Dokumentation, Erstellung eines Abnahmeprotokolls, Feststellen von Mängeln und Erteilen einer Abnahmeempfehlung
- l) Antrag auf behördliche Abnahmen und Teilnahme daran
- m) Prüfung der übergebenen Revisionsunterlagen auf Vollzähligkeit, Vollständigkeit und stichprobenartige Prüfung auf Übereinstimmung mit dem Stand der Ausführung
- n) Auflisten der Verjährungsfristen der Ansprüche auf Mängelbeseitigung
- o) Überwachen der Beseitigung der bei der Abnahme festgestellten Mängel
- p) Systematische Zusammenstellung der Dokumentation, der zeichnerischen Darstellungen und rechnerischen Ergebnisse des Objekts

Als Besondere Leistungen werden Nachfolgende genannt:
- Überwachen der Mängelbeseitigung innerhalb der Verjährungsfrist
- Energiemonitoring innerhalb der Gewährleistungsphase, Mitwirkung bei den jährlichen Verbrauchsmessungen aller Medien
- Vergleich mit den Bedarfswerten aus der Planung, Vorschläge für die Betriebsoptimierung und zur Senkung des Medien- und Energieverbrauches

## Änderungen in der HOAI 2013 zur HOAI 2009
Gegenüber der HOAI 2009 wurden in der HOAI 2013 die Grundleistungen im Leistungsbild Gebäude und Innenräume zum Teil präzisiert. So wurde zum Beispiel unter Punkt a) für die „Überwachung der Ausführung des Objekts“ unter anderem auch die Prüfung auf Übereinstimmung mit den Verträgen der ausführenden Unternehmen aufgenommen. Hierbei geht es um die Prüfung, inwieweit die beauftragten Leistungen vertragsgemäß ausgeführt werden. Da sich dies nicht allein aus der Leistungsbeschreibung ergibt, sondern zum Beispiel auch aus den Besonderen Vertragsbedingungen, wurden allgemein die Verträge in Bezug genommen. Mit der Überprüfung der Übereinstimmung der Ausführung mit den Verträgen ist keine rechtliche Vertragsprüfung gemeint.

## Gerichtsurteile
Aufgrund der Komplexität der Objektüberwachung wurden zum Thema zahlreiche Gerichtsverfahren geführt. Die nachfolgenden Urteile stellen dazu eine Auswahl dar.
- Ein mit der Objektüberwachung beauftragter Architekt ist nicht verpflichtet, sich ständig auf der Baustelle aufzuhalten. Er muss jedoch die Arbeiten in angemessener und zumutbarer Weise überwachen und sich durch häufige Kontrollen vergewissern, dass seine Anweisungen sachgerecht erledigt werden. Bei wichtigen oder bei kritischen Baumaßnahmen, die erfahrungsgemäß ein hohes Mängelrisiko aufweisen, ist der Architekt zur erhöhten Aufmerksamkeit und zu einer intensiven Wahrnehmung der Bauaufsicht verpflichtet. Der Nachweis einer Verletzung der Bauaufsichtspflicht des Architekten kann durch einen Anscheinsbeweis erleichtert sein, wenn sich in dem zutage getretenen Mangel des Bauwerks – wie etwa ein Feuchtigkeitseintritt – ein typischer Geschehensablauf zeigt, der auf einen Mangel der Objektüberwachung schließen lässt (OLG Brandenburg, Urteil vom 27. Juni 2018 - 4 U 203/16).[13]
- Zur ordnungsgemäßen Rechnungsprüfung im Rahmen der Leistungsphase 8 gehört es, dass der Architekt dem Bauherrn Zahlungsempfehlungen gibt. Hierbei hat der Architekt die ihm bekannten Abschlags- und Vorauszahlungen bei der Ermittlung des Zahlungsstands und bei seinen Zahlungsempfehlungen zu berücksichtigen, um eine Überzahlung des Bauunternehmers zu vermeiden (OLG Frankfurt, Urteil vom 31. März 2016, Aktenzeichen: 6 U 36/15).[14]
- Ein mit der Objektüberwachung beauftragter Architekt ist unter anderem auch verpflichtet, Abschlagsrechnungen des Bauunternehmers daraufhin zu prüfen, ob sie fachtechnisch und rechnerisch richtig und ob die zugrunde gelegten Leistungen erbracht sind und ob diese der vertraglichen Vereinbarung entsprechen (Bestätigung von BGH, Urteil vom 14. Mai 1998 – VII ZR 320/96).[15]